# Comostola rufimargo
Comostola rufimargo là một loài bướm đêm trong họ Geometridae.